# Orquestra Sinfônica de Toronto
A Orquestra Sinfônica de Toronto ou Orquestra Sinfónica de Toronto é uma orquestra profissional, baseada em Toronto, Canadá.

## História
A orquestra foi fundada em 1922 como Orquestra Sinfônica Nova e apresentou-se pela primeira vez no Massey Hall em Abril de 1923. A orquestra mudou seu nome para Orquestra Sinfônica de Toronto em 1927 e continuou a apresentar-se no Massey Hall de 1923 até 1982. Atualmente sua residência é o Roy Thomson Hall.
Andrew Davis foi o diretor musical de 1975 a 1988 e é o atual maestro laureado. O atual diretor musical é Peter Oundjian, que foi apontado para o cargo em Janeiro de 2003 e tomou o cargo oficialmente na temporada de 2004/5. Em Fevereiro de 2007 seu contrato foi estendido até ao fim de 2012.
A orquestra teve problemas financeiros e de público na década de 1990. Em 1992 os músicos aceitaram ter 16% cortados por causa de problemas financeiros na orquestra, com a promessa de que seria devolvido e seus contratos renegociados. Em 1999 o pagamento não aconteceu e os músicos entraram em greve por 11 semanas, no outono. A relação entre os músicos e a administração da orquestra deteriorou-se, mas o diretor musical Jukka-Pekka Saraste ofereceu-se para ser o mediador na situação. Essa situação fez com que a orquestra perdesse a simpatia do público. Em 2001, a dívida da orquestra chega aos 7 milhões de dólares e os diretores executivos Ed Smith e Saraste deixaram a orquestra. Na temporada de 2000/1, apenas 56% das cadeiras foram ocupadas, com um público de 20 mil pessoas. Na temporada de 2006/7, a capacidade aumentou para 84%, com um público de 25 mil pessoas. Em Novembro de 2008 a orquestra vendeu **% dos ingressos e acumulava uma dívida de aproximadamente 9 milhõe de dólares.
Concertos da orquestra são transmitidos pela Rádio CBC.

## Diretores Musicais
- Luigi von Kunits (1922-1931)
- Sir Ernest MacMillan (1931-1956)
- Walter Susskind (1956-1965)
- Seiji Ozawa (1965-1969)
- Karel Ancerl (1969-1973)
- Victor Feldbrill (1973-1978)
- Sir Andrew Davis (1975-1988)
- Günther Herbig (1988-1994)
- Jukka-Pekka Saraste (1994-2001)
- Peter Oundjian (2004-presente)